# Тагліна Юлія Сергіївна
Юлія Сергіївна Тагліна (23 вересня 1979,) — кандидат філософських наук, доцент.

## Життєпис
Закінчила з відзнакою біологічний факультет ХНУ ім. В. Н. Каразіна (2001 р.); аспірантуру на кафедрі теорії культури та філософії науки філософського факультету Харківського національного університету імені В. Н. Каразіна (2005 р.). У 2005 р. захистила кандидатську дисертацію в ХНУ імені В. Н. Каразіна «Екологічна культура українського етносу: ментальні джерела те техногенні перспективи» зі спеціальності 09.00.12 — українознавство (філософські науки).
На кафедрі теорії культури та філософії науки ХНУ ім. В. Н. Каразіна працює з 2005 р.: старшим викладачем (2005 р.), доцентом (2006—2007 р.р.).
Коло наукових інтересів — філософія культури, етнологія, культурологія, філософська антропологія.
2010 року — заступник декана з виховної роботи філософського факультету Харківського національного університету імені В. Н. Каразіна
Протягом останніх років викладала курси на філософському, хімічному, фізичному, радіофізичному, механіко-математичному, біологічному факультетах. Курси: «Філософія», «Українська культура», «Екологічна культура українського етносу», «Культура доби Відродження», «Методологія академічного культурологічного дослідження».
Автор двох дистанційних курсів: «Культура доби Відродження» та «Філософія».
Наукові інтереси: філософська антропологія, філософія культури, культура доби Ренесансу, візуальна культура, культура стріт-арту.

## Основні наукові публікації
- Тагліна Ю. С. Ментальні джерела екологічної культури українського етносу // Вісник Харківського національного університету ім. В. Н. Каразіна «Глобалізм. Суспільство. Особистість.». Випуск № 562. Серія «Теорія культури і філософія науки». — Харків, 2002. — С. 63-68.
- Таглина Ю. С. Экологический кризис: к вопросу о проблемах выхода // Вісник національного технічного університету «Харківський політехнічний університет». — № 2, Харків, 2003. — С. 149—154.
- Тагліна Ю. С. Екологічні детермінанти релігії і роль релігії у формуванні екологічних цінностей українського етносу // Щорічник Донецького державного інституту штучного інтелекту «Наука. Релігія. Суспільство.»- № 2, Донецьк, 2003. — С. 44-49.
- Тагліна Ю. С. Реалізація індивідуальної свободи при вирішенні екологічних проблем у техногенному суспільстві // Матеріали X Харківських міжнародних Сковородинівських читань « Проблема свободи у теоретичній та практичній філософії». — Харків, 2003. — С. 103—105.
- Тагліна Ю. С. Роль діяльнісного підходу у вивченні екологічної культури як адаптивної діяльності етносу // Матеріали VII Міжнародної науково-практичної конференції «Наука і освіта 2004». — Дніпропетровськ, 2004. — С. 24-25.
- Тагліна Ю. С. Україна на шляху до формування екологічної політики // Матеріали Міжнародної наукової конференції «Людина — Світ- Культура». — Київ, 2004. — С.880-881.
- Тагліна Ю. С. Взаємини людини, техніки та природи: шлях до екологічної кризи // Матеріали V Міжнародної науково-практичної конференції «Людина, культура, техніка в новому тисячолітті». — Харків, 2004. — 73-74.
- Тагліна Ю. С. Український етнос: особливості формування екологічного імперативу // Матеріали Міжнародної наукової конференції «Етика і Культура». — Київ, 2004. — С. 18.
- Тагліна Ю. С. Особливості відносин людини і природи на рубежі XX і XXI ст. // Матеріали Міжнародної наукової конференції «Каразінські природознавчі студії». — Харків, 2004.
- Тагліна Ю. С. Екологічна детермінація символів усної народної творчості українського етносу //Вісник Харківського національного університету ім. В. Н. Каразіна «Історія України. Українознавство: історичні та філософські науки». — Випуск № 641. Серія «Історія України. Українознавство: історичні та філософські науки». — Харків, 2004. — С. 161—165.
- Тагліна Ю. С. Національний характер українського етносу та його вплив на екологічну культуру // Вісник Харківського національного університету ім. В. Н. Каразіна «Філософські перипетії». Випуск № 638. Серія: «Філософія». — Харків, 2004. — С.38-42.
- Тагліна Ю. С. Екологічна освіта на Україні: обмеженість картезіанського підходу // Матеріали Міжнародної конференції «Философия природы и практическая философия». — Київ, 2004. — С. 124—125.
- Тагліна Ю. С. Фактори екологічної етики: відповідальність як аспект розвитку взаємодії «Людина-Природа» // Вісник Харківського національного університету ім. В. Н. Каразіна, Випуск № 958-ІІ. Серія «Теорія культури і філософія науки». — Харків, 2011. — С. 124—129
- Тагліна Ю. С. Екологічна криза: причина та наслідок кризи духовності. // Вісник Харківського національного університету ім. В. Н. Каразіна, Випуск № 1029-ІІ. Серія «Теорія культури і філософія науки». — Харків, 2013. — С. 108—111
- Тагліна Ю. С. Homo Insufficiens (людина недостатня) — взаємозв'язок з природою і технікою// Вісник Харківського національного університету ім. В. Н. Каразіна, Випуск № 1142. Серія «Теорія культури і філософія науки». — Харків, 2014. — С. 171—176

## Книги
- Володимир Винниченко. — Харків : Фоліо, 2010. — 121 с. — (Знамениті українці)
- Михайло Грушевський. — Харків : Фоліо, 2010. — 122 с. — (Знамениті українці)
- Михайло Грушевський. — Харків : Фоліо, 2015. — 63 с. — (Патріотична бібліотека)
- Михайло Грушевський. — Харків : Фоліо, 2018. — 121 с. — (Знамениті українці)